# Easy Come, Easy Go (Marianne Faithfull)
Easy Come, Easy Go è un album in studio di cover della cantante britannica Marianne Faithfull, pubblicato nel 2008.

## Tracce

### Disco 1
1. Down from Dover (Dolly Parton cover)
2. Hold On, Hold On - con Cat Power (Neko Case cover)
3. Solitude (Duke Ellington & Eddie DeLange cover)
4. The Crane Wife 3 - con Nick Cave (The Decemberists cover)
5. Easy Come, Easy Go (Bessie Smith cover)
6. Children of Stone - con Rufus Wainwright (Espers cover)
7. How Many Worlds - con Teddy Thompson (Brian Eno cover)
8. In Germany Before the War (Randy Newman cover)
9. Ooh Baby Baby - con Antony Hegarty (Smokey Robinson cover)
10. Sing Me Back Home - con Keith Richards (Merle Haggard cover)

### Disco 2
1. Salvation - con Sean Lennon (Black Rebel Motorcycle Club cover)
2. Black Coffee (Sarah Vaughan cover)
3. The Phoenix - con Kate & Anna McGarrigle (Judee Sill cover)
4. Dear God Please Help Me (Morrissey cover)
5. Kimbie (Jackson C. Frank cover)
6. Many a Mile to Freedom - con Jenni Muldaur (Traffic cover)
7. Somewhere (A Place for Us) - con Jarvis Cocker (Leonard Bernstein & Stephen Sondheim cover)
8. Flandyke Shore - con Kate & Anna McGarrigle (trad.)